# Vörös Béla (labdarúgó, 1947)
Vörös Béla (1947–1981) labdarúgó, kapus.

## Pályafutása
1971 és 1973 között volt a Ferencváros játékosa, ahol egy kupa győzelmet szerzett a csapattal. A Fradiban 14 mérkőzésen szerepelt (3 bajnoki, 9 nemzetközi, 2 hazai díjmérkőzés). Tagja volt az 1971–72-es UEFA-kupa idényben az elődöntőig jutó csapatnak.

## Sikerei, díjai
- Magyar kupa (MNK)
  - győztes: 1972
- UEFA-kupa
  - elődöntős: 1971–72